# Ulica 3 Maja w Niepołomicach
Ulica 3 Maja – ulica w Niepołomicach, na terenie osiedla administracyjnego Śródmieście. Znajduje się ona w ścisłym centrum miasta, wraz z ulicą Kolejową stanowi główny ciąg wyprowadzający ruch w kierunku Nowej Huty. Na całej swojej długości jest częścią drogi wojewódzkiej nr 964.
Ulica 3 Maja rozpoczyna się na rondzie gen. Waleriana Czumy, na Placu Zwycięstwa, tuż obok niepołomickiego Ratusza. Początkowo biegnie w kierunku północnym. Przy skrzyżowaniu z ulicą Ogrodową, skręca na wschód, a około 100 m dalej, za wylotem placu Kazimierza Wielkiego ponownie na północ. Ulica kończy swój bieg na skrzyżowaniu z ulicą Kolejową, gdzie przechodzi w ulicę Stefana Batorego. Ma 645 m długości. 
Ulica ukształtowała się po lokacji miasta w 1776 r. Jej pierwotną zabudowę stanowiły drewniane chałupy, mieszczące mieszkania oraz punkty handlowo-usługowe, będące własnością żydowską. Na przełomie XIX i XX w. przy ulicy zaczęła powstawać reprezentacyjna, miejska zabudowa m.in. gmach Urzędu Podatkowego i Dom Handlowy "Śmigielski". W 1919 r. nadano ulicy nazwę 3 Maja. Po II wojnie światowej nazwę zmieniono na 1 Maja. Doszło także do przekształceń zabudowy, wyburzono większość drewnianych chałup. W latach 80. oddano do użytku budynek szkoły podstawowej nr 2 im. Króla Kazimierza Wielkiego, zaś w latach 1994-1999 wzniesiono gmach Zespołu Szkół Średnich. W 1990 r. przywrócono historyczną nazwę ulica 3 Maja.
Przy ulicy znajduje się wiele instytucji miejskich i ważnych obiektów m.in. gmach dawnego Urzędu Podatkowego (nr 3), oddział Powiatowego Urzędu Pracy (nr 4), Dom Handlowy "Śmigielski" (nr 5) i  szkoła podstawowa nr 2 im. Króla Kazimierza Wielkiego (nr 23). W bezpośrednim sąsiedztwie drogi znajduje się także Zespół Szkół im. Ojca Świętego Jana Pawła II, posiadający jednak adres przypisany do placu Kazimierza Wielkiego.